# Rhynchobelba inexpectata
Rhynchobelba inexpectata är en kvalsterart som beskrevs av Rainer Willmann 1953. Rhynchobelba inexpectata ingår i släktet Rhynchobelba och familjen Suctobelbidae. Inga underarter finns listade i Catalogue of Life.